# 罗阿尔·奥斯
罗阿尔·奥斯（挪威語：Roald Aas，1928年3月25日—2012年2月18日），挪威男子速度滑冰运动员。他曾代表挪威获得1952年冬季奥运会速度滑冰比赛男子1500米铜牌和1960年男子1500米金牌。